# Kitterland
Kitterland (en manés: Famman Kitterland) es un islote en el pasaje conocido como Calf Sound entre la Isla de Man y la isla Calf of Man en el Mar de Irlanda.
Kitterland es actualmente propiedad de la Fundación Nacional de Man y tiene una gran cantidad de aves y fauna marina. Su territorio está deshabitado y se encuentra organizado como parte de la parroquia de Rushen. Su nombre local Famman Kitterland se traduce aproximadamente como "la cola del islote rocoso". Su superficie es de menos de 4 hectáreas (9,9 acres).